# Манижа
Мани́жа Дале́ровна Санги́н (урожд. Хамра́ева; род. 8 июля 1991, Душанбе), известная мононимно как Мани́жа — российская певица, независимый музыкант, автор песен, режиссёр музыкальных видеоклипов, общественный деятель в области борьбы с домашним насилием. Участница международного конкурса песни «Евровидение-2021», амбассадор благотворительного фонда «Подари жизнь» (с декабря 2019 года), первый российский посол доброй воли Агентства ООН по делам беженцев (с декабря 2020 года).
По итогам национального зрительского SMS-голосования, проведённого в прямом эфире «Первого канала», представляла Россию с песней «Russian Woman» на 65-м международном песенном конкурсе «Евровидение-2021» в Роттердаме, в финале которого заняла 9-е место.

## Биография
Дед Таджи Усманов — таджикский писатель и журналист, в его честь названа улица и установлен монумент в Худжанде. Прабабушка была одной из первых женщин в Средней Азии, которая сняла паранджу и заявила, что будет работать. В связи с этим у прабабушки отобрали детей. Она очень долго их возвращала, но вернула, будучи при этом уже самостоятельной, работающей женщиной.
Мать, Наджиба Усманова, по первому образованию физик-ядерщик, по второму — психолог, у неё есть своя фирма дизайна одежды «Modardesigns». Она шьёт костюмы всей команде Манижи и помогает в создании видеороликов. Родители Манижи в разводе. Отец — врач, с переживанием относился к выбору дочери: «Я родилась в мусульманской семье, где в принципе не принято, чтобы женщина что-то делала, а быть певицей — вообще постыдное дело». Бабушка по профессии психиатр. Именно она поверила в Манижу и сказала, что та должна заниматься музыкой. Фамилию Сангин взяла[когда?] от бабушки. 
У Манижи пять братьев и сестёр. Дядя по материнской линии, Акмал Усманов, — фотохудожник и путешественник. Двоюродная сестра, Муниса Усманова, в 2009—2021 годах работала корреспондентом «Первого канала» на российском телевидении.
В 1994 году, в ходе гражданской войны в Таджикистане, в дом семьи попал снаряд. Манижа с семьёй переехала в Москву, где позже училась в музыкальной школе по классу фортепиано, из которой через год ушла и стала заниматься у частных педагогов по вокалу. Затем были прослушивания в хоре, где Манижу определили на второй голос во втором составе, что задело её амбиции, и позже она ушла из хора. В 14 лет получила российское гражданство.
Окончила факультет психологии в Российском государственном гуманитарном университете в Москве.

## Карьера

### Начало карьеры
С 12 лет стала участвовать в различных конкурсах и фестивалях. В 2003 году получила Гран-при международного конкурса молодых исполнителей «Rainbow Stars» в Юрмале, стала лауреатом первого организованного ТРК «Мир» фестиваля детского творчества стран СНГ «Луч надежды». В 2004 году стала лауреатом IV международного фестиваля-конкурса «Kaunas Talent».
В 2005 году певица записала песни «Ангел мой», «Рыба в песке», «Танец любви», «Ту буди» на таджикском и русском языках, которые активно ротировались на радиостанциях в Таджикистане. В 2006 году победила в конкурсе «Время зажигать звёзды», а в 2007 году — «Навои дил», организованный радиостанцией «Азия-плюс».
В 15 лет с начала 2007 года начала выступать под псевдонимом Ру.Кола. В феврале записала свою первую песню — «Пренебрегаю» (авторы Артём и Дарья Орловы), на которую затем был снят клип вместе с Семёном Слепаковым. Композиция звучала в эфирах «Русского радио», «Юмор FM» и других радиостанций, а клип транслировался на телеканалах «Муз-ТВ», RU.TV и «Первый музыкальный». В течение нескольких месяцев песня держалась в десятке лучших песен хит-парада «Русского радио».
В 2007 году стала финалисткой всероссийского конкурса «Пять звёзд» в Сочи. Она исполнила песни «Небо Лондона» Земфиры, «Караван любви» Софии Ротару и собственную композицию «Поторопились».
В сентябре 2007 года на российских радиостанциях звучала ещё одна её песня — «Песочные часы». Весной 2008 года вышел дебютный альбом «Пренебрегаю», в который вошли 11 песен. Были сняты клипы «Поторопились», «В огне» (транслировался на «Муз-ТВ», «Столица», «РЕН ТВ», «ТВ-3», а также на украинском ТВ («Первый музыкальный», RU Music)), «Ты говоришь». Осенью 2009 года Манижа записала 11 песен для нового альбома.
Позднее Манижа покинула продюсерский проект Ру.кола.

### Новый период творчества
Манижа дружила с музыкантами группы «Ассаи», и, когда в 2011 году познакомилась с солистом Алексеем Косовым, получила предложение спеть на их концерте. Предполагалось, что она исполнит одну песню, но в итоге пропела весь концерт. Затем Алексей убедил маму Манижи разрешить ей поехать в мае в Санкт-Петербург на запись альбома «ОМ».
После «Ассаи» пела в группе «Krip De Shin», созданной музыкантами «Ассаи Music Band». Летом 2012 года вместе с группой записала EP, в который вошли шесть песен. В июле группа выступила на фестивале «Stereoleto» в Санкт-Петербурге, в сентябре — на фестивале «Red Rocks Tour» в Рязани, но затем из-за разных взглядов на творчество певица покинула коллектив.
Некоторое время жила и работала за пределами России, в частности, в Лондоне. Познакомилась с человеком, который предложил ей участие в международном певческом шоу в формате Cirque du Soleil с вокалистами. Однако проект не реализовался. Позже там же в Лондоне сотрудничала с саунд-продюсером Майком Спенсером, который работал с такими музыкантами как Years & Years, Rudimental, Jamiroquai, Кайли Миноуг и другими. Однако Манижа не согласилась подписывать контракт с лейблом.
Занималась вокалом в госпел-школе в Лондоне и Нью-Йорке.
В 2012 году вместе с Андреем Самсоновым участвовала в создании саундтрека к фильму Ивана Вырыпаева «Танец Дели». В 2013 году записала совместные песни с Самсоновым для его проекта «Laska Omnia». В составе проекта выступала в Ледовом дворце в Санкт-Петербурге на разогреве у американской певицы Ланы Дель Рэй.
Также работала с музыкантом Михаилом Мищенко. Результатом их творчества в 2014 году стал альбом «Core». Треки на этой пластинке были записаны при помощи различных этнических инструментов, семплов Марианской впадины, пения китов, было даже использовано горловое пение тибетских монахов.
Записала несколько работ в сотрудничестве с музыкантом Escome. Один из совместных треков — «Wake Up» — попал в микс диджея Леонида Руденко, который он сыграл на Олимпийских играх в Сочи в 2014 году.
В 2013 году участвовала в записи трека «Когда-нибудь» группы «Mojento».
В 2016 и 2017 годах была номинирована на премию журнала «Собака.ru» «ТОП 50. Самые знаменитые люди Петербурга» и в 2017 году победила в категории «Музыка».
В 2017 году появилась на обложке февральского выпуска журнала «Собака.ru».
В марте 2018 года присоединилась к проекту французского музыкального сервиса Deezer Deezer Next-2018 (глобальная программа, созданная, чтобы открывать новые таланты по всему миру, — наряду с Джорджей Смит, Льюисом Капальди и другими независимыми артистами).
Весной 2018 года стала членом жюри проекта «Музыка в метро» в Москве (проект, созданный Московским продюсерским центром, Департаментом транспорта и Московским метрополитеном при участии на начальном этапе проектирования студентов Британской высшей школы дизайна и призванный обеспечить пассажиров московского метрополитена качественной живой музыкой).
В 2019 году записала саундтрек «Кто-то нас ждёт» к фильму М. Морскова «Волшебник».
В 2020 году исполнила русскоязычную версию саундтрека «На путь воина встаю» (Loyal Brave True) к американскому художественному фильму от Walt Disney Pictures «Мулан». В том же году совместно с Шурой Би-2 записала трек «Паганини в метро», вошедший в outside-проект группы «Би-2» «Нечётный воин 4. Часть 1».
В мае 2020 года попала в рейтинг «Forbes Russia» самых перспективных россиян в возрасте до 30 лет в категории «Музыка».
Осенью 2020 года была номинирована на премию «MTV EMA 2020» в категории «Лучший исполнитель по версии MTV Россия» с треком «Ваня».
В ноябре 2021 года в результате голосования, проведённого журналом «Glamour», победила в номинации «Певица года».
В 2021 году снялась в фильме Ладо Кватании «Казнь».
В январе 2022 года выбрана лицом международной программы по поддержке женщин в музыкальной индустрии Equal аудиостримингового сервиса «Spotify». Впервые лицом глобального Equal стала российская артистка. Изображение Манижи также появилось на билборде на Таймс-сквер в Нью-Йорке.

### Instagram
Короткие (15-секундные) ролики в Instagram стала выкладывать в 2013 году. В декабре 2014 года запустила серию музыкальных понедельников в Instagram, где каждую неделю выкладывала свои творческие коллажи, в которых исполняла каверы на произведения всемирно известных музыкантов, преимущественно мужчин.
Летом 2015 года со своим другом создала в Instagram онлайн-галерею «One-for-Nine». Это девять полок музыкальной библиотеки, где Манижа рассказывает о девяти музыкантах, которые стали частью её творческой личности: Майкл Джексон, Принс, Боб Дилан, Джон Леннон, Дэвид Боуи, Курт Кобейн, Джими Хендрикс, Элвис Пресли и Тупак Шакур. Проект создан без использования компьютерной графики и других технологий. Съёмка сделана на iPhone 6. Звук записан отдельно в реальном времени на съёмочной площадке. Каждый коллаж был создан другом Манижи и художником Антоном Ревой.
Позднее в 15-секундных видео Манижа стала исполнять не каверы, а свои собственные композиции, некоторые из которых переросли в полнометражные треки и вошли в её первый альбом. Так, например, случилось с композицией «Don’t Tell Me».

### Альбом Manuscript — 2017
В декабре 2016 года запустила дебютный Instagram-альбом «Manuscript». Название помогла придумать одна из подписчиц в ходе конкурса на лучшее название альбома. Оно означает рукопись, сделанная собственными руками. Каждую неделю Манижа открывала по одной новой песне, к каждой из которых были сняты Intagram-видео и созданы отдельные арт-аккаунты.
В феврале 2017 года состоялся релиз полного дебютного альбома «Manuscript».
Альбом также был выпущен на виниле. Лицензиаром выступил независимый американский дистрибьютор «The Orchard» (от лица Manizha) — дочернее предприятие компании «Sony Music Entertainment».
В Instagram-ролике на композицию «Little Lady» приняла участие инста-художник Таша Алакоз.
В ресторане-чайной «Квартира Кости Кройца» были записаны видео в прямом эфире на композиции «Люстра» и «Не твоё».
В феврале 2017 года был снят полнометражный клип на композицию «Иногда», который певица посвятила своей маме. В съёмках приняла участие модель агентства моделей старшего возраста «OLDUSHKA Models» Ольга Кондрашева, а также модели-альбиносы. Режиссёром выступила Дарья Балановская.
В апреле 2017 года вышел клип на трек «Люстра», который был полностью снят при помощи iPhone 6 plus и робота-руки KUKA. Оказалось, что в России он есть только у петербургской кино-студии «Scandinava». Площадкой для видео стало одно из помещений молла «МЕГА Парнас» в Санкт-Петербурге — подходящее место подсказала одна из подписчиц в Instagram.
В основу песни «Alone» легли строки одноимённого стихотворения американского писателя Эдгара Аллана По. А композиции «I Love Too Much» и «New Love» написаны на стихотворения американской поэтессы Сары Тисдэйл — соответственно «Desert Pools» и «Old Love and New».

### Альбом «ЯІAM» — 2018
Второй альбом — «ЯIAM» — вышел в марте 2018.
В основу альбома легла концепция «архитектуры личности» человека.
Люди начинаются с матери. Дальше — неизбежная сепарация, и всю свою жизнь ты бежишь из дома в поисках дома. Причинённая боль превращает сердце в самый хрупкий камень — изумруд. С этого момента твои чувства не играют роли, теперь ты один на один с настоящим и неидеальным взрослым, который верит только в одно правило: Действия Громче Слов. ЯIAM — это архитектура твоей личности.Manizha
Лицом обложки стала Диана Холловей — казахстанская актриса и модель англо-казахского происхождения.
В работе над альбомом приняли участие продюсеры и звукорежиссёры: Кирилл Глезин, Матвей Аверин, Роман Уразов, Артемий Гунбин, а также Уоррен Сокол («United Mastering», США).
В апреле 2017 года вышло лирик-видео на трек «Устал».
В ноябре 2017 года был выпущен клип на композицию «Изумруд» в коллаборации с «Боржоми». Режиссёром выступила Дарья Балановская. В клипе воссоздаются образы из известных картин Эжена Делакруа, Фриды Кало, Сандро Боттичелли, Микеланджело и других художников. В съёмках приняли участие 10-летняя хип-хоп-танцовщица Фредерик Петросян, инстаграм-модели Диана Коркунова и Марк Нондов, фото-художник Елена Шейдлина, а также модель агентства «OLDUSHKA Models» Ольга Кондрашева. В инстаграм-тизере также снялись модели «OLDUSHKA Models».
В ноябре 2017 года на песню «Мама» вышло «живое» видео, записанное на сольном концерте в Колонном зале Дома союзов.
В феврале 2019 года совместно с режиссёром Ладо Кватания («HypeProduction») выпустила клип на песню «Мама», съёмки которого проходили в Грузии. В основу клипа легла социальная тема домашнего насилия в России. Вместе с клипом Манижа выпустила мобильное приложение «Silsila» (в переводе с персидского — «нить») для помощи жертвам домашнего насилия: оно позволяет быстро позвать на помощь в экстренной ситуации с помощью тревожной кнопки и предлагает список ближайших кризисных центров и убежищ, в которых можно укрыться.
Этот проект создан без поддержки государства, сторонних компаний или фондов. После долгих поисков финансовых партнёров и множества отказов команде удалось найти одного крупного партнёра, но когда часть съёмочной группы была уже в Грузии, партнёр отказался от финансирования проекта. В итоге мать Манижи заложила квартиру, чтобы профинансировать проект. Часть кинопроизводственных расходов взяла на себя команда продакшн-студии «HypeProduction», которая работала над созданием клипа.
Тогда же вышла и англоязычная версия песни, на которую в марте вышел клип.
Это произведение, которое нам удалось воплотить в жизнь, абсолютно чётко, на мой взгляд, рассказывает о теме [домашнего насилия], и говорит об этом языком художественных образов. Через линии главных героев мы постарались поднять и другие темы. Например, [линия] главной героини, девочки — про взросление, знакомство со своим телом, а мамы — про старение, увядание. Удивительно, но эти темы у нас в обществе всё же табуированы и мало где обсуждаются.Л. Кватания

### Евровидение 2021
В марте 2021 года по результатам зрительского голосования прошла отбор на музыкальный конкурс «Евровидение», который прошёл в Роттердаме. Среди участников отбора были также группа Антона Беляева «Therr Maitz» и дуэт «2Маши».
История создания песни
Демо-версия композиции «Russian Woman» была записана в марте 2020 года в Израиле, во время гастролей Манижи с театром «Гоголь-центр» Кирилла Серебренникова и спектаклем «Наша Алла». В Израиле она познакомилась с музыкантами и саунд-продюсерами Ори Авни и Ори Капланом, которые стали соавторами музыки к песне, а сама Манижа написала текст. Но работа над треком не была завершена.
За несколько дней до подачи заявки на «Евровидение-2021» группа «Little Big», которая должна была представить Россию, отказалась от своего участия, и Первый канал организовал национальный отбор, одной из участниц которого стала Манижа. Для участия в отборе Манижа отправила пару демо организаторам, и их выбор пал на композицию «Russian Woman». Но, так как трек все ещё не был закончен, его пришлось дописывать в сжатые сроки, буквально за пару дней, чтобы успеть к национальному отбору. 8 марта состоялась премьера песни на Первом канале.
Идея песни
Russian Woman — это «песня о трансформации самоощущения женщины за последние несколько столетий в России. Российская женщина прошла удивительный путь от крестьянской избы до права избирать и быть избранной (одной из первых в мире), от фабричных цехов до полетов в космос. Она никогда не боялась противостоять стереотипам и брать ответственность на себя».
Концепция номера
Автором концепции номера стал российский режиссёр Ладо Кватания, режиссёром-постановщиком выступил Андрей Сычев, который ранее уже участвовал в постановке номеров для Евровидения. В финальной части песни на большом экране за сценой появляется «полотно» из лиц женщин России, подпевающих Маниже. Ролики для «полотна» записали в том числе и известные личности, например, Чулпан Хаматова, Варвара Шмыкова, Катерина Гордеева, Гузель Яхина, Ида Галич, Саша Бортич и многие другие. В конце Манижа встает на колени перед всеми русскими женщинами на экране и поет вместе с ними.
Наряды
На конкурсе в Роттердаме Манижа выступала в двух нарядах. Первый — это огромное многоярусное лоскутное платье-символ на передвижном механизме на колесах. Частями этого платья-одеяла стали кусочки, представляющие разные регионы, республики, малые народы России. Что-то покупала Манижа со своей семьей, а что-то присылали сами представители народов, после того как Манижа рассказала о платье в интервью на Первом канале. В основу платья лег эскиз костюма русской женщины для оперы-балета «Золотой петушок» русской художницы-авангардистки Натальи Гончаровой.
По задумке Маниже должно быть в нем максимально неудобно, а выглядеть она в нем должна максимально нелепо — сама Манижа утрирует этот эффект мимикой и жестами. Это монументальный арт-объект, некая "тяжелая" конструкция — символ патриархата, прошлого, чего-то нагроможденного, из чего "русская женщина" будет высвобождаться. Это символ всего того багажа, который накопился на плечах русских женщин. В том числе тех стереотипов, о которых Манижа поет.Наджиба Усманова, мама Манижи
Металлический каркас для этого платья, из которого выходит Манижа, был создан на заказ.
Второй наряд — это рабочий комбинезон, который выступает символом современной независимой женщины с отсылкой к картине 1943 года «Клепальщица Роузи» американского художника и иллюстратора Нормана Роквелла.
Манижа создала специальный профиль в Instagram, в котором собрала фото и видео, всех женщин, которые принимали участие в создании видеополотна, а также их цитаты на тему «Кто такая русская женщина?».
Официальное видео на песню «Russian Woman» стало самым просматриваемым на сайте конкурса среди всех клипов-участников.
Текст песни «Russian Woman» номинирован голландским журналом Eurostory на премию Eurostory Best Lyrics Awards, которая проводится 5-й год подряд. Победителя традиционно определяет народное голосование, а также профессиональное жюри, в которое входят более 75 журналистов, издателей, авторов песен и бывших участников конкурса. По результатам голосования Манижа заняла 2-е место, уступив победителям Евровидения 2021 итальянской группе Måneskin.
Песня Манижи для «Евровидения» «Russian Woman» получила премию Vision Music Awards за поддержку ЛГБТК+ сообщества в номинации «Dana International Award for LGBTQ+ equality 2021».
После оглашения результатов национального отбора с критикой песни выступили политические и религиозные деятели России. Критика касалась как самой песни и её текста, так и национальности Манижи, также Манижа столкнулась с травлей и угрозами со стороны комментаторов в социальных сетях. После волны негатива Манижу поддержала команда социальной сети «ВКонтакте», запустив рекламу на билбордах в Петербурге и Москве.

## Выступления
В январе 2016 года на «Новой сцене Александринского театра» в Санкт-Петербурге состоялось выступление в рамках пятой сессии «Живой звук. Открытая репетиция».
В мае состоялось два выступления в оранжерее Таврического сада в Санкт-Петербурге.
В июне 2016 выступила на секретном концерте Sofar Sounds в Москве.
В августе 2016 прошел большой квартирник в уникальном арт-пространстве ресторане-чайной «Квартира Кости Кройца» в Санкт-Петербурге.
В декабре состоялись концерты в поддержку первого альбома «Manuscript» в лютеранской церкви Святой Анны (Анненкирхе) в Петербурге и в «Музее русского импрессионизма» в Москве.
Выступала на музыкальных фестивалях, среди которых: Пикник «Афиши» 2016, «Усадьба Jazz» 2017 в Москве на сцене «Индикатор» и в 2018 на главной сцене «Партер», «Калининград City Jazz» 2017, «О, да! Еда!» 2016 в Петербурге, Bosco Fresh Fest-2016, «Дикая Мята» 2017, VK Fest-2017-2018 на «Белой сцене», благотворительный фестиваль «Антон тут рядом» 2017 в парке «Новая Голландия» в Петербурге, «Путешествие в Рождество» 2018 на сцене «Снегурочка», «Акустика счастья» 2018 в Юсуповском саду в Петербурге, «Roof Music Fest» 2018 на крыше Chateau de Fantomas в Москве, «Электронный берег» 2018 на пляже «Звезда» в Новосибирске, «Лайма. Рандеву. Юрмала — 2018» в Латвии, «Песня года — 2021» и других.
Давала несколько онлайн-концертов на радиостанциях «Маяк», Maximum в программе «Учитесь слышать», «Серебряный Дождь» и на телеканале «Дождь» в программе «LIVЕнь».
В 2016 году открывала XVII церемонию вручения независимой музыкальной премии «Золотая горгулья» в клубе «Шестнадцать тонн» в Москве, в рамках которой была номинирована в категории «Отечественная инстаграм-сенсация 2016 года».
В декабре 2016 стала гостьей проекта «Red Bull Музыкальная Кухня» на «ТНТ MUSIC».
Май 2017 — живое выступление Манижи в программе Soundcheck на MTV, а также в рубрике «Cover MTV».
20 мая 2017 года состоялся первый большой сольный концерт в Ледовом дворце в Петербурге.
В октябре 2017 года в рамках «XIX Всемирного фестиваля молодежи и студентов» в Сочи Манижа стала хэдлайнером на главной сцене в Олимпийском парке, где развернулась рок-н-ролльная зона радиостанции Maximum.
Несколько раз становилась музыкальным гостем программы «Вечерний Ургант»: в октябре 2017 с песней «Люстра», в феврале 2019 совместно с Анной Чиповской с песней «Black Swan», в январе 2020 с песней «Vanya», в ноябре 2021 совместно с Кириллом Рихтером и Opensoundorchestra с кавером на песню Аллы Пугачевой «Самолеты улетают».
В октябре 2017 состоялся второй большой сольный концерт в Москве в Колонном зале Дома Союзов.
Сентябрь 2018 — приняла участие в международном фестивале Red Bull Music в Москве.
В сентябре 2018 выступила на юбилее телеканала MTV Россия «MTV 20 лет» в СК «Олимпийский» с трибьютом, посвященным Михею, исполнив песню «Туда».
В июне 2019 и апреле 2021 выступала в музыкальной паузе телевизионной игры «Что? Где? Когда?».
В сентябре 2021 вышел концертный мини-альбом «Russian Woman Show», в который вошел сингл «Самолеты» — кавер на песню Аллы Пугачевой «Самолеты улетают» из альбома «Пришла и говорю» 1987 года.
В сентябре 2021 выступила на торжественной церемонии открытия 32-го фестиваля «Кинотавр» в Сочи.
В октябре 2021 выступила на церемонии вручения Премии Нансена, став первой артисткой из России, приглашенной исполнить свой музыкальный номер и поздравить лауреата премии.
В ноябре 2021 приняла участие в трибьют-концерте группы «Тату» в честь 20-летия альбома «200 по встречной». Манижа исполнила кавер на песню «Не верь, не бойся» в компиляции со своим треком «Russian Woman». Этот mash-up был презентован ещё весной на препати Евровидения 2021.

## Участие в промо
Стала частью мировой рекламной кампании «DoYou» для Puma (проект, посвященный героиням нашего времени, которые меняют мир вокруг, оставаясь собой).
Участвовала в съемке Instagram-ситкома «Play With Time» от бренда Martini.
В феврале 2017 по случаю открытия магазина «Apple Shop» в ЦУМе дала экспериментальный концерт, на котором музыканты её коллектива аккомпанировали с помощью музыкальных приложений для гаджетов Apple.
В апреле 2017 Maybelline NY Russia выпустила промо-клип в рамках истории «Make It Happen», в котором снялись Манижа и Мария Ивакова. В клипе был использован сингл Манижи «Little Lady», записанный с помощью звуков косметики.
В июне 2017 приняла участие в совместном проекте интернет-газеты The Village и международной площадки для аренды жилья Airbnb, в котором жители Москвы и Петербурга составляли альтернативные путеводители, и рассказала о своих любимых местах Петербурга.
Зима 2017 — выступила в качестве режиссёра и автора музыкального джингла для рекламы InstaView Door-in-Door от компании LG.
Осень 2018 — снялась в промо ролике новой линейки кроссовок «Adidas Russia».
Осенью 2021 снялась в зимней кампании бренда «Adidas Russia» «Покоряя городские вершины», в рамках которой презентовала новую версию композиции «Изумруд». В ней звучит вокал Владимира Высоцкого из песни «Прощание с горами» 1966 года.

## Общественная позиция
Запустила флешмоб «Травма красоты» против навязанных медиа идеалов красоты. На своем концерте на крыше клуба «Chateau de Fantomas» в Москве Манижа сняла свой сценический макияж и предложила публике присоединиться к этому манифесту.
Выступает в поддержку различных благотворительных фондов: выступала на благотворительном фестивале «Антон тут рядом» 2017, на закрытии IX Всемирных детских игр победителей 2018, организованных Фондом «Подари жизнь», учредитель которого, Чулпан Хаматова, в конце 2020 года предложила Маниже стать амбассадором фонда, приняла участие в благотворительной акции «Звезда Добра» в поддержку фонда «Дети-бабочки» и др.
В феврале 2019 года запустила социальную кампанию, направленную против домашнего насилия. В рамках этого проекта выпустила бесплатное мобильное приложение Silsila (в переводе с персидского — «нить») для помощи жертвам домашнего насилия: оно позволяет быстро позвать на помощь в экстренной ситуации с помощью тревожной кнопки и предлагает список ближайших кризисных центров и убежищ, в которых можно укрыться. Не все центры, которые обзванивала команда, прошли проверку, лишь в некоторые из них можно обратиться независимо от пола, национальности и документов. В поддержку кампании совместно с режиссёром Ладо Кватания (HypeProduction) вышел клип на песню «Мама» (русская и английская версии). В видео поднимаются проблемы домашнего насилия над женщинами и подростками, а также проблемы превращения из ребёнка во взрослого человека. В клипе приводится статистика, отражающая масштабы проблемы насилия в России. Команда Манижи собирает свою собственную статистику. Проект создан без поддержки государства, сторонних компаний или фондов
Я очень уважаю фемвертайзинг (от англ. feminism + advertising), но при этом понимаю, насколько по-разному — и даже неправильно — он может быть воспринят. Основатель адвокатской группы Futures Without Violence Эста Солер как-то сказала: «Чтобы повлиять на проблему домашнего насилия, нужно подключать мужчин». Я знала, что этот клип я буду делать вместе с мужчиной. Вот почему это исследование, казалось бы, женской темы режиссёром, который известен своими безапелляционными, брутальными работами, стало лучшим доказательством того, что, говоря о домашнем насилии, мы [рассказываем] не про феминизм, а про человечность.Manizha
После выхода клипа «Мама» с мамой ездила по Кавказу, встречались с женщинами, обсуждала темы психологического здоровья, оказания юридической помощи.
Весной 2019 года присоединилась к международному проекту-манифесту компании «Dove» «#ПокажитеНас» (#ShowUs), выступающему за разнообразие женских образов в медиа и рекламе. В рамках этого проекта был выпущен промо-ролик, сорежиссёром которого была Манижа; организована фотосессия женщин без использования ретуши, в которой мог поучаствовать любой желающий, проведена выставка этих фотографий в московском Мультимедиа-арт-музее; фотографии также были продемонстрированы на цифровых биллбордах в Москве, Санкт-Петербурге и Краснодаре; запущена петиция на сайте онлайн-платформе Сhange.org, в которой «Dove» в партнёрстве с популярной среди фоторедакторов базой изображений «Getty Images» и объединением женщин-фотографов «GirlGaze» обратился к представителям медиа и рекламной индустрии с призывом расширять рамки, показывать не только отретушированных моделей, но и естественную красоту женщин, а также потребовал маркировать изображения, подвергающиеся ретушированию. Проект поддержал журнал «Glamour», первым выпустив обложку без цифровой ретуши. За этот проект компания «Dove» получила серебро на фестивале рекламы в Каннах.
С октября 2019 года активно поддерживает деятельность Управления верховного комиссара ООН по делам беженцев, принимая участие в проектах и информационных кампаниях на территории России. В декабре 2020 в день своего 70-летия УВКБ ООН назначило Манижу первым российским послом доброй воли.
Не раз высказывалась в поддержку ЛГБТ-сообщества. Летом 2019 года снялась в проекте издания «Открытые» в поддержку ЛГБТ. Осенью 2020 года стала специальным гостем «Квирфеста» в Санкт-Петербурге.
25 ноября 2021 года начал работу фонд поддержки и защиты людей в трудной жизненной ситуации «SILSILA», учредителями которого стали Манижа и ее мама. Приоритетная целевая аудитория фонда — женщины мигрантки, беженки и, шире, представительницы восточных культур на территории РФ и их семьи.
В феврале 2022 года выступила против вторжения России на Украину.

## Public Talks
В апреле 2017 стала спикером открытого интервью в рамках проекта «В Петербурге можно все», который регулярно проходит в СПБГУ.
В октябре 2018 выступила с речью в рамках международного саммита «Let’s Talk» в Анталье (Турция) под идейным руководством Натальи Водяновой, посвященного теме женского здоровья.
В ноябре 2018 приняла участие в сессии «Public talk» на тему «Творчество в эпоху новых медиа» в программе Деловой площадки VII Петербургского международного культурного форума.
Также в ноябре выступила в качестве спикера на первом масштабном российском форуме для создателей музыки «Wave Forum».

## Дискография

### Альбомы
| Альбомы      | Альбомы                                                               | Альбомы                     | Альбомы | Сессионное участие            | Сессионное участие | Сессионное участие |
| ------------ | --------------------------------------------------------------------- | --------------------------- | ------- | ----------------------------- | ------------------ | ------------------ |
| РуКола       | Пренебрегаю                                                           | Veter Entertainment         | 2008    | Ассаи                         | ОМ                 | 2011               |
| Krip De Shin | Krip De Shin                                                          |                             | 2012    | Андрей Самсонов и Laska Omnia | Celestial          | 2013               |
| Manizha      | Manuscript                                                            | The Orchard (New York, USA) | 2017    | Михаил Мищенко                | Core               | 2014               |
| Manizha      | ЯIAM                                                                  |                             | 2018    |                               |                    |                    |
| Manizha      | Womanizha (EP)                                                        |                             | 2019    |                               |                    |                    |
| Manizha      | Russian Woman Show feat. Кирил Рихтер & OpensoundOrchestra (Live, EP) |                             | 2021    |                               |                    |                    |

### Синглы
| Вне альбомов                       | Вне альбомов | «Manuscript»           | «Manuscript» | «ЯІAM»       | «ЯІAM» | Сессионное участие                                                            | Сессионное участие |
| ---------------------------------- | ------------ | ---------------------- | ------------ | ------------ | ------ | ----------------------------------------------------------------------------- | ------------------ |
| I Love Too Much                    | 2016         | Don’t Tell Me          | 2016         | Начинается с | 2018   | Зоркий feat. Manizha — Tiger                                                  | 2016               |
| Little Lady                        | 2016         | I Miss Him             | 2017         | Мама         | 2018   | Stone Submarines feat. Manizha — All Rise                                     | 2018               |
| Hear What I Feel                   | 2017         | New Love               | 2017         | Дом          | 2018   | Charusha feat. Manizha — Орландина Dei                                        | 2019               |
| Любил, как мог                     | 2018         | Africa (feat. Boogrov) | 2017         | Изумруд      | 2018   | Куртки Кобейна (Би-2 feat. Антон Севидов & Manizha) — Упражнения в равновесии | 2019               |
| Мне легко                          | 2018         | Alone                  | 2017         | Чувство      | 2018   | Куртки Кобейна (Би-2 feat. Леонид Агутин & Manizha) —Люди на эскалаторах      | 2019               |
| Black Swan (feat. Анна Чиповская)  | 2018         | Иногда                 | 2017         | Громче слов  | 2018   | Manizha & Pioneerball & Zatagin — Завтрак                                     | 2019               |
| Womanizha                          | 2019         | Люстра                 | 2017         | Я            | 2018   | Би-2 & Manizha — Паганини в метро                                             | 2020               |
| Сейчас дважды не случится          | 2019         | Не твоё                | 2017         | Устал        | 2018   |                                                                               |                    |
| Человеку нужен человек             | 2020         |                        |              |              |        |                                                                               |                    |
| На путь воина встаю (OST «Мулан»)  | 2020         |                        |              |              |        |                                                                               |                    |
| Город солнца                       | 2020         |                        |              |              |        |                                                                               |                    |
| Про тебя                           | 2021         |                        |              |              |        |                                                                               |                    |
| Akkulista                          | 2021         |                        |              |              |        |                                                                               |                    |
| Russian Woman («Евровидение-2021») | 2021         |                        |              |              |        |                                                                               |                    |

## Видеоклипы
| РуКола                            | РуКола | Manizha                                                                | Manizha |
| --------------------------------- | ------ | ---------------------------------------------------------------------- | ------- |
| Пренебрегаю                       | 2007   | Kroŭ by vada (live cover Akute)                                        | 2012    |
| Поторопились                      | 2007   | Waiting (feat. Escome)                                                 | 2012    |
| В огне                            | 2008   | Люстра (live)                                                          | 2016    |
| Ты говоришь                       | 2009   | Не твое (live)                                                         | 2016    |
| Пустой монитор (feat. А. Яковлев) | 2010   | Little Lady (live)                                                     | 2016    |
|                                   |        | Люстра                                                                 | 2017    |
|                                   |        | In Love With (live feat. Starving Yet Full)                            | 2017    |
|                                   |        | Устал                                                                  | 2017    |
|                                   |        | Мама (live)                                                            | 2017    |
|                                   |        | Изумруд                                                                | 2017    |
|                                   |        | Мама (ru) Mama (en)                                                    | 2019    |
|                                   |        | Сейчас дважды не случится                                              | 2019    |
|                                   |        | Недославянка                                                           | 2019    |
|                                   |        | Vanya                                                                  | 2020    |
|                                   |        | Город солнца                                                           | 2021    |
|                                   |        | Akkulista (feat. Everthe8)                                             | 2021    |
|                                   |        | Manizha - Russian Woman - Russia 🇷🇺 - Official Video - Eurovision 2021 | 2021    |

## Награды и номинации
| Год  | Премия                  | Номинация                     | Результат | Примечания |
| ---- | ----------------------- | ----------------------------- | --------- | ---------- |
| 2020 | MTV Europe Music Awards | Лучший российский исполнитель | Номинация | [ 141 ]    |

## Личная жизнь
Муж (с сентября 2022 года) — режиссёр Ладо Кватания.
В июле 2023 года певица родила дочь Оливию.